# توبراق قلعة
توبراق‌ قلعة هي قرية في مقاطعة أرومية، إيران. عدد سكان هذه القرية هو 1,831 في سنة 2006.